# Conde de Foz de Arouce
Conde de Foz de Arouce é um título nobiliárquico criado por D. Luís I de Portugal, por Decreto de 22 de Maio e Carta de 23 de Agosto de 1886, em favor de Francisco Augusto Furtado de Mesquita de Paiva Pinto, antes 1.º Visconde de Foz de Arouce.
Titulares
1. Francisco Augusto Furtado de Mesquita de Paiva Pinto, 1.º Visconde e 1.º Conde de Foz de Arouce.

Após a Implantação da República Portuguesa, e com o fim do sistema nobiliárquico, usaram o título: 
1. Francisco Furtado de Melo, 3° Marquês da Graciosa  e 2° Conde de Foz de Arouce;
2. Francisco de Melo Osório de Meneses Pita, 3.º Conde de Foz de Arouce;
3. João Filipe Osório de Meneses Pita, 4.º Conde de Foz de Arouce, 3.º Conde de Proença-a-Velha.